# Emanuele Massari
Emanuele Massari (Rimini, 27 febbraio 1924 – ...) è stato un calciatore italiano, di ruolo attaccante.

## Carriera
Ala sinistra cresciuta nel Rimini, fu aggregato alla prima squadra all'età di 16 anni durante la stagione 1940-1941. Rimase in rosa – considerando anche la sospensione in cui il calcio si fermò per gli eventi bellici – fino al campionato di Serie C 1947-1948 vinto proprio dal Rimini, nonostante poi la promozione non sia realmente avvenuta per effetto di una riforma delle categorie.
Massari debuttò comunque in Serie B nel corso della stagione 1948-1949 con la maglia del Verona, disputando quattro campionati cadetti per un totale di 69 presenze e 19 reti.
Con il Rimini disputò poi altri due campionati: quello del 1952-1953 in Promozione Emilia-Romagna e quello del 1954-1955 in IV Serie. Con le sue 51 reti realizzate, occupa tuttora il terzo posto della classifica marcatori della storia dei biancorossi.

## Palmarès

### Club

#### Competizioni nazionali
- Serie C: 1

Rimini: 1947-1948